# Maria Velho da Costa
Maria de Fátima de Bivar Velho da Costa (Lisboa, 26 de junio de 1938-Lisboa, 23 de mayo de 2020) fue una escritora portuguesa. Fue galardonada con el Premio Camões en 2002.

## Biografía
Maria Velho da Costa se licenció en Filología Germánica, fue profesora de enseñanza secundaria y miembro de la Associação Portuguesa de Escritores (Asociación Portuguesa de Escritores), entre los años 1973 y 1978 fue miembro de la dirección y presidenta. Realizó el curso de Grupo-Análisis de la Sociedade Portuguesa de Neurología e Psiquiatria (Sociedad de Neurología y Psiquiatría). Fue lectora del Departamento de Portugués y Brasileño del King's College, Universidad de Londres, entre los años 1980 y 1987. 
El Estado portugués le otorgó tareas de carácter cultural: fue Adjunta del Secretario de Estado de Cultura en 1979 y Adjunta de Cultura en Cabo Verde de 1988 a 1991. Desempeñó también funciones en la Comissão Nacional para as Comemorações dos Descobrimentos Portugueses (Comisión Nacional para las Conmemoraciones de los Descubrimientos Portugueses) y trabajó en el Instituto Camões. 
Desde el año 1975 colaboró de manera regular en guiones cinematográficos, particularmente en las películas de João César Monteiro, Margarida Gil y Alberto Seixas Santos.
Consagrada, ya en 1969, con la novela Maria Mendes, se volvió más conocida después de la polémica en torno de las Novas Cartas Portuguesas (1972), obra en que manifiesta una abierta oposición a los valores femeninos tradicionales. Esta publicación claramente antifascista y altamente provocativa para el régimen, llevó a sus tres autoras ante el tribunal, pero el 25 de abril se interrumpieron las condenas a las que estaban sujetas las denominadas 3 Marías: Maria Velho da Costa, Maria Teresa Horta y Maria Isabel Barreno.
Las tesis de reivindicación femenina ya expuestas en Novas Cartas Portuguesas, se incrementaron, en su obra, un inconformismo en cuanto a los cánones narrativos, ese inconformismo se puede verificar también en sus ensayos.
Fue galardonada, en 1997, con el Premio Vergílio Ferreira, de la Universidad de Évora, por el conjunto de su obra.
Falleció a los ochenta y un años en su domicilio en Lisboa, el 23 de mayo de 2020.

## Obras publicadas
- O Lugar Comum (1966)
- Maina Mendes (1969)
- Ensino Primário e Ideologia (1972)
- Novas Cartas Portuguesas, con Maria Teresa Horta y Maria Isabel Barreno (1972)
- Desescrita (1973)
- Cravo (1976)
- Português; Trabalhador; Doente Mental (1977)
- Casas Pardas (1977)
- Da Rosa Fixa (1978)
- Corpo Verde (1979)
- Lucialima (1983)
- O Mapa Cor-de-Rosa (1984)
- Missa in Albis (1988)
- Das Áfricas, con José Afonso Furtado (1991)
- Dores (cuentos), con Teresa Dias Coelho (1994)
- Irene ou o Contrato Social (2000)
- O Livro do Meio con Armando Silva Carvalho (2006)
- Myra (2008)
- O Amante do Crato (2012)